# Acquario di New York
L'acquario di New York è un acquario statunitense, istituito nel 1896, nel Borough di Brooklyn, nella città di New York, nello Stato di New York.

## Animali
- Pinguino del Capo
- Otaria della California
- Vaccarella
- Murena verde
- Foca comune
- Squalo tigre
- Lontra marina